# ان‌جی‌سی ۷۷۴۲
NGC ۷۷۴۲ یک کهکشان مارپیچی در صورت فلکی اسب بزرگ است. 